# 泰尔佐廖
泰尔佐廖（義大利語：Terzorio），是意大利因佩里亚省的一个市镇。总面积1.86平方公里，人口234人，人口密度125.8人/平方公里（2009年）。ISTAT代码为008060。